# Guarnición (comida)

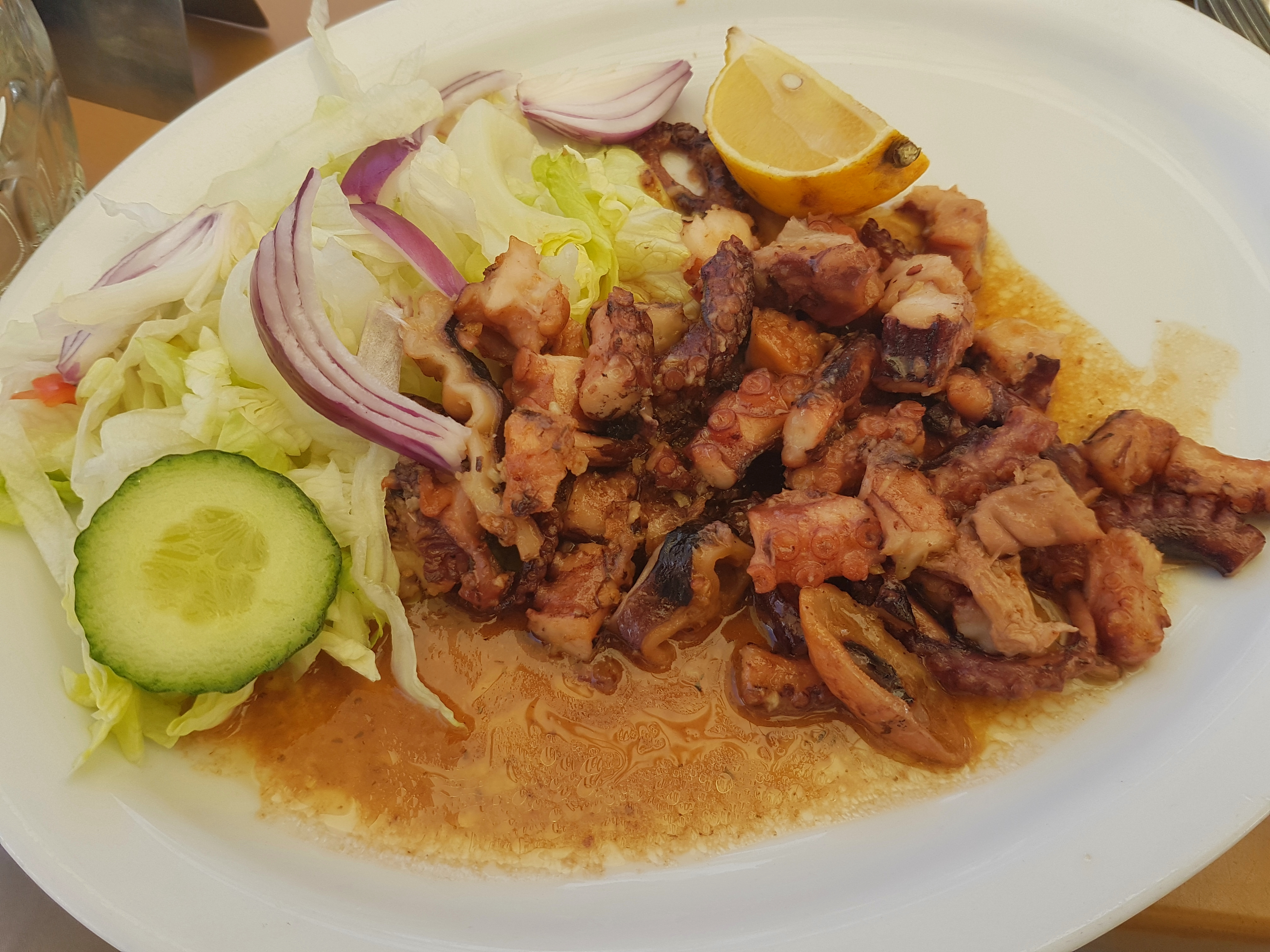
Pulpo con guarnición de ensalada, en Malta.

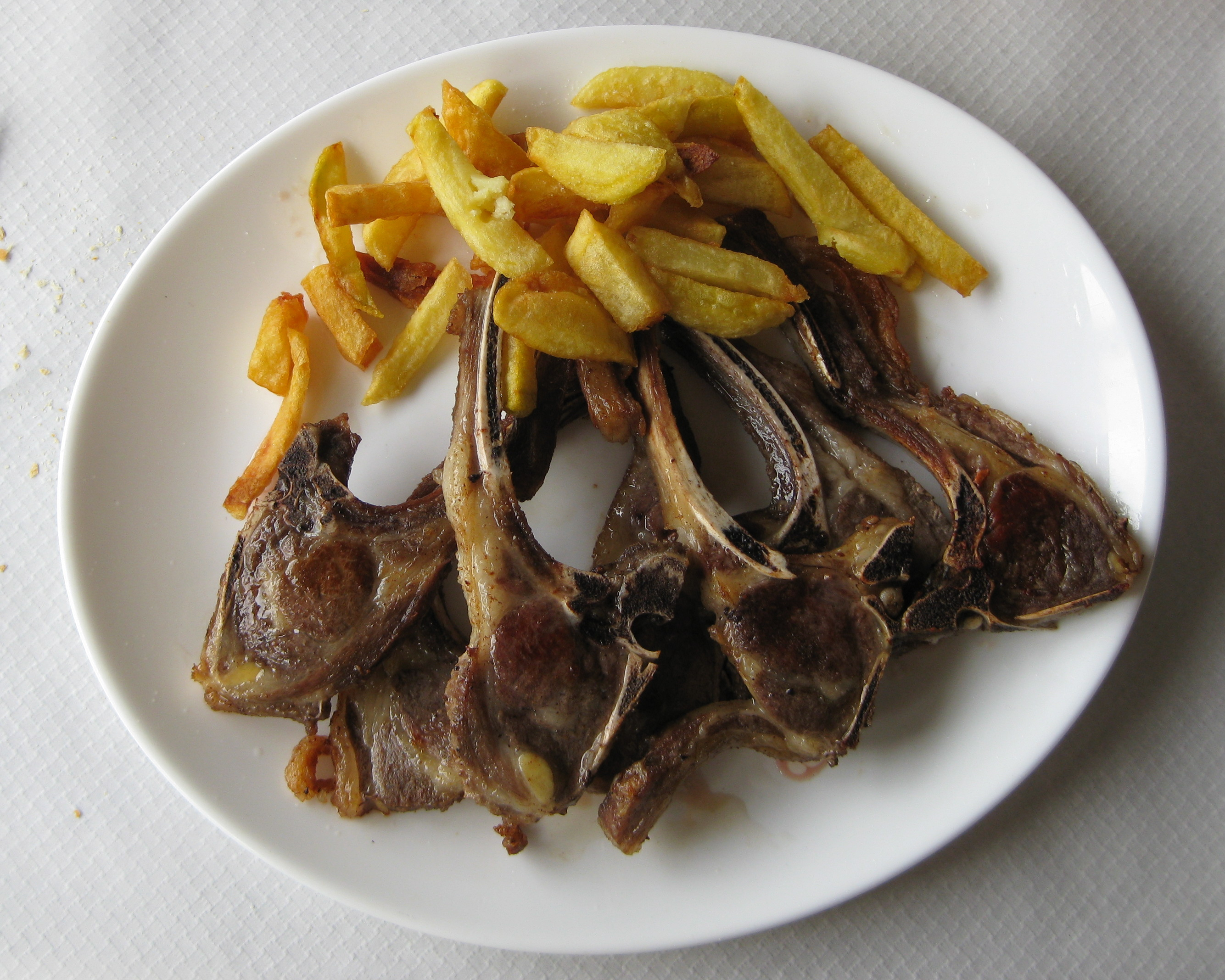
Unas chuletillas con papas fritas como acompañamiento.

La guarnición o acompañamiento de un plato o platillo es una preparación culinaria que acompaña a la preparación principal en una comida. En cocina, la acción de agregar una guarnición al plato se le dice «guarnecer». Una típica comida con un plato principal basado en carne puede incluir una guarnición de vegetal, en forma de ensalada, y una guarnición de almidón, como pan, papas (a menudo papas fritas), arroz o pasta. 

## Características

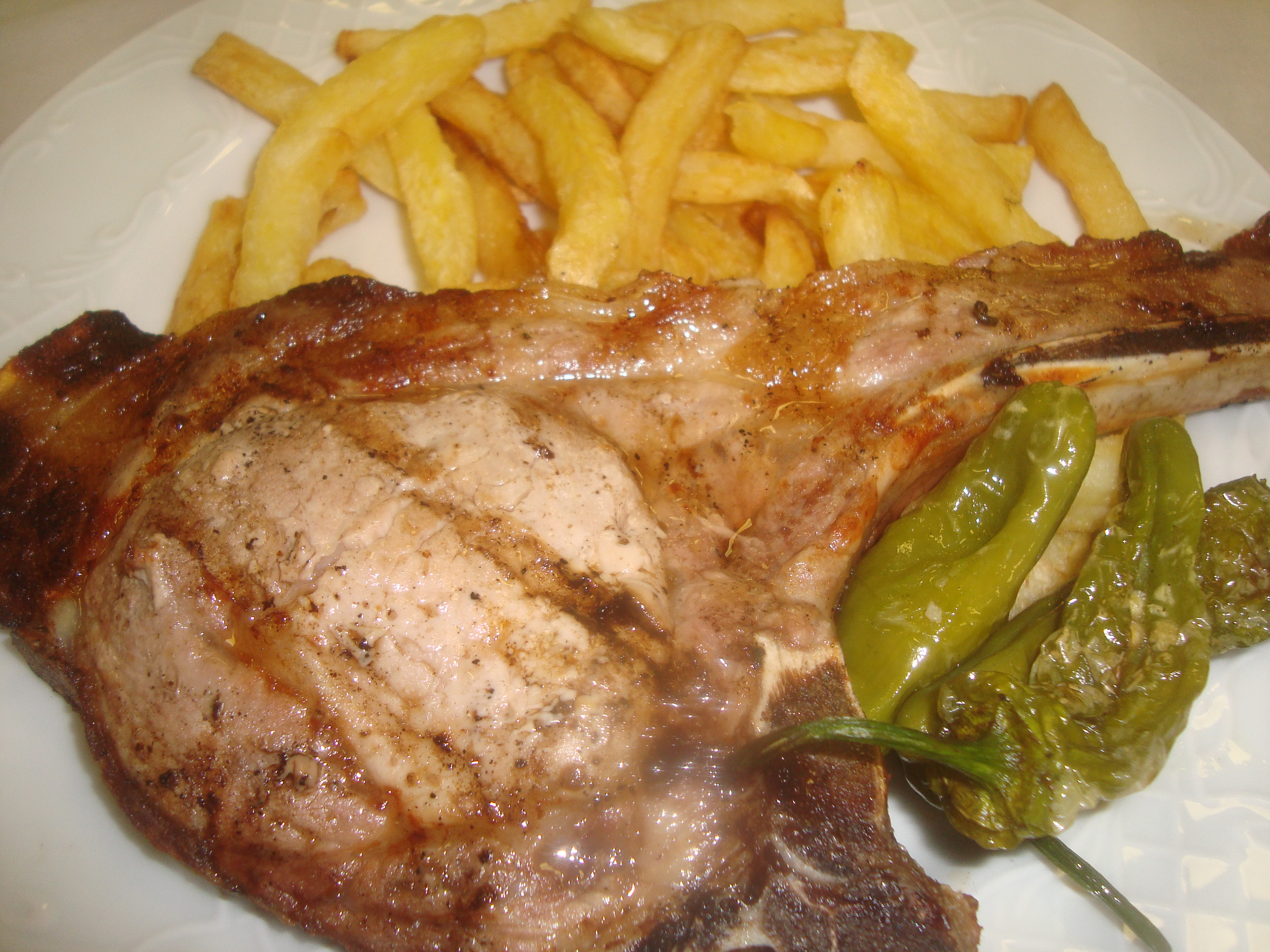
Chuleta de lomo cocinada a la brasa, con guarnición de patatas y pimientos verdes fritos.

Sustancia u objeto usado, sobre todo, como un adorno o decoración a un artículo preparado de alimento o de bebida. Puede también dar sabor añadido o que pone un contraste, pero ese no es su propósito primario, en contraste a condimento que es primordialmente un sabor añadido a otro alimento.
La guarnición adorna el alimento o la bebida y lo hace más atractivo. Pueden, por ejemplo, realzar su color, por ejemplo cuando el pimentón se esparce en la ensalada de salmón. Pueden dar un contraste del color, por ejemplo cuando el perejil o las cebolletas se esparcen sobre las papas. Pueden hacer parecer a un cóctel más festivo, o como el Paraguas de cóctel en una bebida exótica, o el tallo de apio en un Bloody Mary, o cuando el Mai Tai se adorna con todas las variedades de frutas tropicales.
La guarnición puede hacer del alimento, adicionalmente algo especial, tal como la cereza confitada encima de un helado.  Una guarnición puede también convertirse en un cliché estereotipado cuando ha perdido su significado, tal como una puntilla de perejil y una cucharada pequeña de ensalada de Coleslaw en una taza de papel, servida junto con todos los sándwiches en un diner. La guarnición se puede identificar tan profundamente con un plato específico, de tal modo que el alimento puede parecer incompleto sin él.

## Usos
Algunas guarniciones muy comunes en platos son:
- Papas fritas
- Patatas horneadas
- Arroz
- Verduras
- Pasta
- Ensalada
- Puré